# Braude (cráter)
Braude es un cráter de impacto ubicado en la cara oculta de la Luna.  El elemento principal más cercano es el cráter Schrödinger. También se encuentra cerca de Wiechert, localizado a menos de 170 kilómetros del polo sur.
|  |

El cráter tiene forma de copa, sin muestras apreciables de desgaste. La altura del brocal sobre el terreno circundante es de 420 m. Su volumen es de aproximadamente 60 km³.
El nombre del cráter fue adoptado por la UAI en 2009, y conmemora al astrofísico soviético Semión Braude (1911–2003).